# Ecclisister bickhardti
Ecclisister bickhardti är en skalbaggsart som först beskrevs av August Reichensperger 1923.  Ecclisister bickhardti ingår i släktet Ecclisister och familjen stumpbaggar.

## Underarter
Arten delas in i följande underarter:
- E. b. bickhardti
- E. b. costaericae